# لاري نوفاك
لاري نوفاك (بالإنجليزية: Larry Novak)‏ هو عازف جاز وعازف بيانو أمريكي، ولد في 18 مايو 1933 في شيكاغو في الولايات المتحدة.

## وصلات خارجية
- لاري نوفاك على موقع ديسكوغز (الإنجليزية)